# Trialeurodes drewsi
Trialeurodes drewsi là một loài côn trùng cánh nửa trong họ Aleyrodidae, phân họ Aleyrodinae.
Trialeurodes drewsi được Sampson miêu tả khoa học đầu tiên năm 1945.